# Silene acaulis
A Silene acaulis é uma pequena flor silvestre comum em todo o alto ártico e na tundra e nas altas montanhas da Eurásia e da América do Norte (Alpes, Cárpatos, sul da Sibéria, Pirineus, Ilhas Britânicas, Islândia, Ilhas Faroe, Groenlândia, Montanhas Rochosas). É uma angiosperma da família dos cravos Caryophyllaceae.
Também é chamada de planta-bússola, pois as flores aparecem primeiro no lado sul da "almofada".

## Descrição
A Silene acaulis é uma planta baixa, que envolve o solo. Pode parecer densamente emaranhada e semelhante a um musgo. As "almofadas" densas têm até 30 cm ou mais de diâmetro. As folhas verdes brilhantes são estreitas e surgem da base da planta. As folhas mortas da estação anterior persistem por anos e as flores cor-de-rosa nascem individualmente em hastes curtas que podem ter até 2,5 centímetros de comprimento, mas geralmente são muito mais curtas.
Geralmente as flores são rosa, embora muito raramente possam ser brancas. As flores são solitárias e em forma de estrela. As flores são femininas, masculinas ou hermafroditas. Elas têm entre 6 e 12 milímetros de largura, sendo as flores hermafroditas maiores do que as femininas. As flores femininas produzem sementes de melhor qualidade do que as hermafroditas e as flores masculinas produzem pólen de melhor qualidade do que as hermafroditas. As "almofadas" podem mudar o gênero de suas flores entre os anos. As frequências de gênero mudam com a altitude, sendo que a frequência de flores femininas aumenta com a elevação. Elas geralmente aparecem de junho a agosto. As flores são sustentadas por um cálice que é bastante firme e espesso.
As sépalas são unidas em um tubo que esconde as bases das pétalas, que são inteiras. Os 10 estames e os 3 estilos se estendem bem além da garganta da flor. Os caules e as folhas são muito pegajosos e viscosos, o que pode desencorajar formigas e besouros de subir na planta. A variedade exscapa tem caules de floração mais curtos. A outra variedade, subacaulescens, de Wyoming e Colorado, tem flores rosa pálido durante todo o verão.
Estima-se que as plantas do Colorado atinjam de 75 a 100 anos de idade, e as plantas do Alasca podem chegar a 300 anos. A mais antiga Silene acaulis conhecida tem 350 anos de idade e um diâmetro de dois pés.

## Galeria
- Vista panorâmica, Svalbard
- Espalhadas em Svalbard
- Topo das flores
- Vista aproximada das flores

## Distribuição e habitat

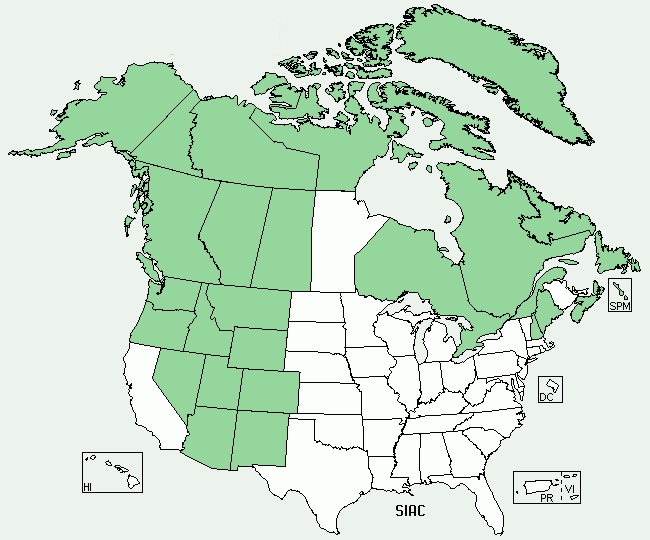
Distribuição norte-americana do Departamento de Agricultura dos Estados Unidos de Silene acaulis (L.) Jacq.

A Silene acaulis é comum em todo o alto ártico e nas montanhas mais altas da Eurásia e da América do Norte (ao sul dos Alpes, Cárpatos, sul da Sibéria, Pirineus, Ilhas Britânicas, Islândia, Ilhas Faroe, Montanhas Rochosas). Nos Estados Unidos, habita o Colorado, as Montanhas Bighorn [en] de Wyoming, as  Montanhas Wallowa de Oregon, as Montanhas Olímpicas [en], a Cordilheira das Cascatas do norte de Washington e o Alasca.
Distribuição:
- EUA (AK, AZ, CO, ID, ME, MT, NH, NM, NV, OR, UT, WA, WY)

- CAN (AB, BC, LB, NF, NS, NT, NU, ON, QC, SK, YT)

- DEN (GL), FRA (SPM)

Habita o campo alpino, em cumes e picos rochosos varridos pelo vento, acima da linha das árvores. Cresce principalmente em locais secos e com cascalho, mas também em lugares mais úmidos. Com as "almofadas", ela produz seu próprio clima mais quente, com temperaturas mais altas no interior, quando o sol brilha.

## Ecologia
No Maine, ela está possivelmente extirpada, e em New Hampshire a Silene acaulis var. exscapa está ameaçada.
Foi demonstrado que o aquecimento experimental inicia a floração substancialmente mais cedo do que as "almofadas" de controle com temperatura ambiente. Tanto a fase masculina quanto a feminina se desenvolveram mais rapidamente nos OTCs e as cápsulas (frutos) amadureceram mais cedo, e as "almofadas" produziram sementes mais maduras e tiveram uma relação semente/óvulo mais alta, contribuindo para uma resposta reprodutiva positiva geral. Entretanto, um estudo sobre quatro populações em um gradiente latitudinal na América do Norte mostrou que as populações do sul da Silene acaulis tinham taxas de sobrevivência e recrutamento mais baixas, mas um crescimento individual mais alto, do que as populações mais ao norte. Além disso, as taxas vitais, como crescimento, sobrevivência e frutos por área, aumentaram em anos moderadamente mais quentes, mas diminuíram nos anos muito mais quentes, sugerindo que uma mudança no clima para condições mais quentes ou verões mais frequentes e excepcionalmente quentes podem levar a impactos negativos. Outro estudo mostrou que, embora as respostas de curto prazo tenham sido positivas, elas se tornaram negativas em médio prazo, sugerindo que a Silene acaulis pode estar em risco no futuro aquecimento global. As projeções feitas em diferentes cenários climáticos sugerem que a S. acaulis provavelmente enfrentará um rápido declínio causado pelo clima em áreas adequadas nas Ilhas Britânicas e em toda a América do Norte, e que os deslocamentos para cima e para o norte para ocupar novas áreas climaticamente adequadas são improváveis no futuro.

## Cultivo
As sementes devem ser semeadas no início da primavera. Deve-se colocar as mudas em vasos separados e é recomendável deixá-las na estufa durante o primeiro inverno. Para limpá-las, deve-se esfregar as cápsulas em uma tela. É aconselhável plantá-las no final da primavera ou no início do verão, pois a divisão ocorre na primavera. Elas devem ser cultivadas em solo bem drenado e com sol pleno. O clima pode ser frio.

## Toxicidade
Não há registros de que a Silene acaulis seja tóxica, embora tenha saponinas que, embora tóxicas, são difíceis de serem absorvidas pelo corpo. Elas podem ser decompostas por meio de cozimento completo. É aconselhável não consumir grandes quantidades dessa planta.

## Usos
A planta costumava ser usada para crianças com cólicas. A raiz crua das plantas era consumida como um vegetal na Islândia e nas regiões árticas.